# Осіни (Ловицький повіт)
Осіни (пол. Osiny) — село в Польщі, у гміні Кернозя Ловицького повіту Лодзинського воєводства.
Населення — 140 осіб (2011).
У 1975—1998 роках село належало до Плоцького воєводства.

## Демографія
Демографічна структура станом на 31 березня 2011 року:
|          | Загалом | Допрацездатний вік | Працездатний вік | Постпрацездатний вік |
| -------- | ------- | ------------------ | ---------------- | -------------------- |
| Чоловіки | 74      | 12                 | 54               | 8                    |
| Жінки    | 66      | 8                  | 37               | 21                   |
| Разом    | 140     | 20                 | 91               | 29                   |